# Templo de Mesa (Arizona)
El Templo de Mesa, Arizona, es uno de los templos construidos y operados por la Iglesia de Jesucristo de los Santos de los Últimos Días, el séptimo construido por la iglesia y el primero de cinco templos construidos en el estado de Arizona, ubicado en la ciudad de Mesa. El Templo de Mesa es el primer templo que se reabrió al público para una jornada de puertas abiertas antes de una subsecuente dedicación. 
Es el primer templo en presentar la sesión de la investidura en un idioma diferente al inglés, se presentó en español en 1945. Previo a la construcción del templo de Arizona, los fieles viajaban al templo de St. George, en Utah para sus ceremonias eclesiásticas. El Templo de Mesa fue apodado el "Templo Lamanita", ya que era el destino de excursiones anuales al templo para los fieles hispanos y nativos americanos de la Iglesia, principalmente mexicanos.
El segundo templo de Arizona fue el templo de Snowflake, dedicado en 2002 por Gordon B. Hinckley. En abril de 2008, el presidente de la iglesia SUD, Thomas S. Monson anunció la construcción de dos templos en Arizona, el Templo de Gilbert y el otro al este del estado, en Gila Valley. Luego en abril de 2008, Monson y la Primera Presidencia anunciaron los planes para la construcción de un quinto templo en el oeste del área Metropolitana de Phoenix.

## Historia
El templo de Mesa, Arizona, fue uno de los primeros templos construidos por la iglesia SUD. Fue uno de tres templos anunciados para servir a los miembros de la iglesia que habían colonizado fuera del territorio de Utah al comienzo del siglo XX, los otros dos siendo el templo de Laie en Hawái y el templo de Cardston, Alberta, en Canadá. Pese a que ninguna de las tres áreas así colonizadas por pioneros mormones era de gran tamaño, eran lugares de extenso crecimiento de la religión, lo que justificaba la construcción de uno de sus templos en esas áreas para minimizar el gasto que representaba viajar a Salt Lake City en busca de las ceremonias eclesiásticas. Durante más de dos décadas el templo de St. George fue el templo más próximo para los colonos del siglo XIX ubicados en Arizona, quienes viajaban unos 650 kilómetros para llegar a St. George, un recorrido conocido como el trayecto Luna de Miel en alusión a la cantidad de parejas recién casadas que viajaban al templo para realizar su matrimonio eterno, parte de la teología SUD.
La iglesia había establecido numerosas colonias en Arizona durante la última mitad del siglo XIX, y se habían discutido los planes para un templo en el área desde 1908. El entonces presidente de la iglesia Joseph F. Smith deseaba que se construyera un templo en las colonias SUD en México. Pero varios eventos llevaron al eventual abandono de las colonias a principios del siglo XX, eliminando así la necesidad de un templo en el norte de México. Al mismo tiempo, la realidad de construir un templo en Arizona cobró impulso a medida que aumentaban los fieles de la Iglesia en esa región. A fines de 1913, Smith y otros líderes de la Iglesia viajaron al área de Mesa para recorrer los sitios potenciales para un templo, pero con recursos dedicados a los templos en Alberta y Hawai, así como a otros proyectos, y con el estallido de La Primera Guerra Mundial detuvo los planes por un tiempo.
El proyecto estimuló el crecimiento en el extremo sureste de la ciudad. La primera donación registrada para la construcción del templo se remonta al 24 de enero de 1897, cuando una viuda del condado de Graham donó $5.00 al fondo de construcción, en el momento sintiéndose que se erigiría el templo en la comunidad de Pima. El plan para construir un templo en la ciudad de Mesa se anunció finalmente durante la conferencia general de la iglesia del 3 de octubre de 1919. Posterior al anuncio se seleccionó y compró un sitio de 20 acres (8,1 ha) en 1921 al Este de Mesa inmediatamente al sur de la ruta Apache que atraviesa las Montañas de la Superstición. El sitio se dedicó poco después, el 28 de noviembre de 1921. Se consideró construir el templo en Arizona con un estilo barroco español con un pináculo central y la característica estatua de Moroni sobre su punto superior.  El diseño revirtió a uno con arquitectura precolombina en vez. El 25 de abril de 1922 tuvo lugar la ceremonia de la palada inicial presidida por Heber J. Grant al que asistieron unos 3 mil fieles.: 108 
Siguiendo las tradiciones anteriores establecidas en la construcción de templos, como el Templo de Salt Lake City, la nueva estructura en Mesa fue una pieza central de una comunidad organizada y planificada para los fieles que vivían en la región. Tras su finalización en 1927, fue el tercer templo más grande en uso por la iglesia y el más grande fuera de Utah, y sigue siendo uno de los templos más grandes construidos en el presente. Dos años después de su finalización, los Estados Unidos cayó en la Gran Depresión, y los esfuerzos de construcción de templos de la Iglesia se detuvieron y no se reanudaron hasta el anuncio del Templo de Idaho Falls en 1937.

## Diseño
Al igual que en el Templo de Cardston, Alberta, la iglesia decidió realizar un concurso para el diseño del templo entre tres firmas de Salt Lake City. El diseño ganador fue propuesto por Don Carlos Young Jr. y Ramm Hansen quienes diseñaron el Capitolio del Estado de Utah. La iglesia anunció los planes de construir un templo en Arizona en el año 1919, poco después de que se reconociera al estado como parte de los Estados Unidos. En una desviación del estilo de los templos construidos anteriormente, el templo de Mesa (junto con los templos de Laie y Cardston) se construyó en un estilo neoclásico que recuerda al Templo de Jerusalén, sin las agujas que se han convertido en un pilar de los templos construidos desde entonces. Antes del anuncio y la construcción del Templo de París, Francia, el templo de Mesa fue el último templo SUD construido sin pináculo. El templo es de diseño neoclásico con la estructura primaria sobre un pedestal, un friso, pilastras con capiteles corintios (12 pares en el lado largo y 10 pares en el lado corto) y ánforas sobre columnas estriadas en el terreno. En el diseño se incluyeron muchas de las características que se encuentran en los templos de Alberta y Laie, una de las cuales fue el diseño eficiente del plano interior. El diseño se basó en el principio clásico de estricta simetría y recorridos de alta circulación y grandes salones dispuestas a lo largo de un eje central.
Al igual que los templos de Cardston y Laie, la escultura también decora el exterior del Templo de Mesa Arizona. Debajo de la cornisa de cada esquina, ocho paneles de friso (tallados en bajorrelieve) cada uno representando un elemento distinto del recogimiento del pueblo de Dios tanto del Viejo y Nuevo Mundos así como las islas del Pacífico. El artista SUD A. B. Wright esbozó cuatro paneles que Torleif Knaphus esculpió en yeso cocido. Las ocho piezas de frisos tallados que decoran cada esquina de la parte superior del templo, así como los pilares en el medio de las paredes superiores del templo, tenían la intención de representar el recogimiento de Israel desde los cuatro rincones de la tierra al final del mundo.

## Construcción
A finales del siglo XIX, se habían establecido numerosas colonias mormonas en Arizona, por lo que se hicieron planes para la construcción de un templo en ese estado para 1908. Sin embargo, los eventos de la Primera Guerra Mundial obligó a detener esos planes. Finalmente, el anuncio público se realizó el 3 de octubre de 1919. Tras el anuncio público, la iglesia en ese país seleccionó en febrero de 1820 un terreno adecuado, de unas 8 hectáreas adquirido luego en 1921 en lo que ahora es la esquina de las calles Main y Hobson, en las afueras de la ciudad original. El terreno fue dedicado poco después, el 28 de noviembre de 1921 y la ceremonia de la primera palada tuvo lugar el 25 de abril de 1922 presidida por el entonces presidente de la iglesia Heber J. Grant. La primera vasiada de concreto para colocar la fundación del edificio ocurrió en marzo de 1923. El 11 de noviembre de 1923 se realizó la ceremonia de la piedra angular presidida por líderes locales. Como es tradicional en estas ceremonias, los fieles presentes llenaron la piedra angular con objetos memorables, incluyendo libros de importancia para la iglesia, copias de prensas y periódicos y fotografías de los locales.: 109  Para el fin de 1923 ya se habían completado las paredes y el techo del templo.
Al final de la Primera Guerra Mundial, se habían recaudado más de $200,000 para la construcción del templo. La planificación preliminar se llevó a cabo entre 1919 y 1921. La construcción propia comenzó en 1922 y continuó hasta 1927. Siguiendo la tradición originada en la construcción de los templos previos al de Mesa, se construyó el edificio en el centro de una comunidad de fieles que vivía en la región. Al concluir su construcción en 1927, sus dimensiones eran tales que era el tercer templo más grande de la iglesia y la más grande fuera de Utah, y permanece hoy en día como una de los templos más grandes que ha construido la iglesia SUD. 
Desviándose de los patrones anteriores, el templo de Mesa, al igual que el templo de Laie y el de Cardston, fue construido siguiendo el modelo sugerido por el templo de Jerusalén, sin espigas, una de las características distintivas del resto de los templos SUD. En la extensión del templo hay motivos sugestivos del templo de Herodes. De hecho, el templo de Mesa fue el último templo dedicado que no tiene pináculos. El diseño del templo es similar al de los edificios antiguos ubicados en Suramérica y el sur de los Estados Unidos.
El templo se construyó alrededor de un gran pasillo estilo corredor y una escalera central que conecta a los salones del segundo piso. En su paso por la sesión de investidura, los usuarios pasan de un salón al siguiente en una rutina que sugiere la historia del humano desde el nacimiento terrenal hasta las regiones de la gloria celestial, y las etapas sucesivas de progresión hasta su último destino. El templo tiene un amplio primer piso, donde se ubica el baptisterio y otras oficinas auxiliares. La parte elevada del templo alberga las salas de investidura y salones matrimoniales. El baptisterio, moldeado por Knaphus con bueyes de terracota y así como la base de la pila. En el diseño original, la pila bautismal tenía una silla de baldosa que ocupaba el centro de tal manera que la persona que había sido bautizada por sus muertos, ocupaba la silla para ser confirmada en favor de los mismos. Para la renovación de 2021, la silla de baldosa había sido removida quedando al estilo tradicional: una mesa para el registrador y dos sillas adyacentes para los testigos de los bautismos. Uno de los bueyes que sostienen al baptisterio tiene el cuerno izquierdo que apunta hacia atrás de su cuerpo mientras que el cuerno derecho apunta hacia adelante. A diferencia de los restantes bueyes cuyos cuernos apuntan hacia adelante.

### Frisos
El exterior del templo fue dotado de frisos que representan diversas escenas mundiales diseñados por A. B. Wrigh y esculpidos por Torleif Knaphus. Cada panel mide 3 pies (0,9 m), 6 pulgadas (15,2 cm) de alto y 16 pies (4,9 m) de ancho. En el extremo Este del templo se tallaron a franceses y suizos en camino a Holanda, habiendo bajado por los Alpes y detrás de ellos un grupo de italianos. En la cara norte del edificio se tallaron sujetos de Holanda que se embarcan para América. Los fieles germanos trabajan con sabanas mientras que se ven a los holandeses dejando atrás sus molinos de viento y otros están entrando en un barco. El friso en la cara oeste, se tallaron fieles SUD arribando a los Estados Unidos incluyendo personas inglesas, galesas, irlandesas y escocesas. En el extremo Norte se ve una escena de pioneros mormones cruzando las planicies y llegando a la vista de las Montañas Rocosas, los cuales cruzan el fondo del friso. En el lado sur se tallaron un grupo de pioneros halando sus carros de mano por las planicies en dirección al territorio de Utah. En la cara Oeste se ve un grupo de mexicanos viajando en dirección hacia Sion. Un segundo relieve en la cara Este muestra a nativos americanos en la misma dirección al centro de la iglesia. En la pared sur se ve un segundo friso en representación de isleños del Pacífico en su habitat natural que, a diferencia de los restantes frisos, son un grupo que no está de viaje. Ello es indicio de que el Templo de Laie en Hawái, ya estaba en proceso de construcción para el momento de la edificación del templo en Mesa, siendo uno de los grupos que no necesitaba viajar para recibir todas las ceremonias restauracionistas.

## Dedicación

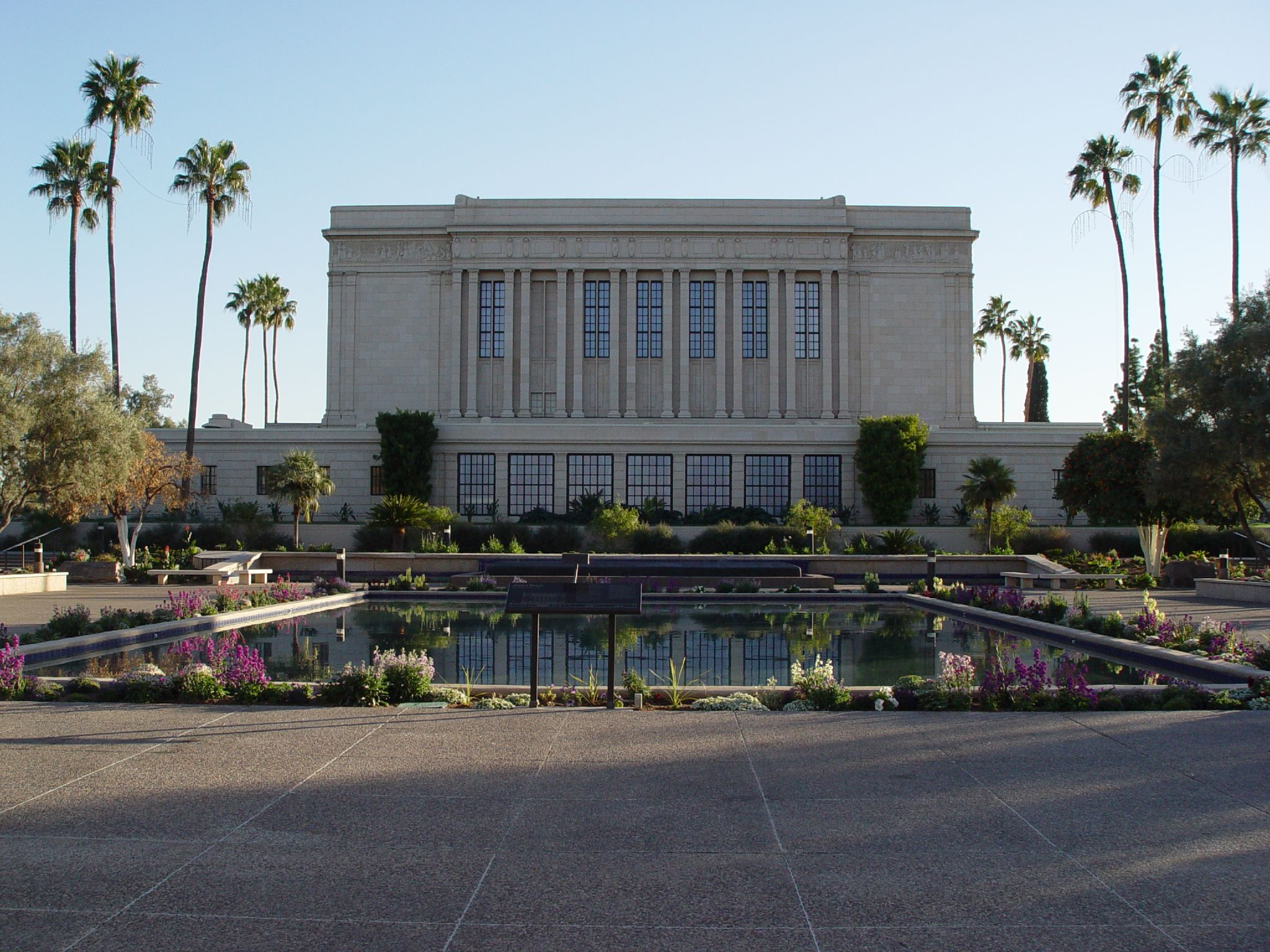
Templo de Mesa, Arizona, el séptimo templo construido por la Iglesia de Jesucristo de los Santos de los Últimos Días.

El templo SUD de la ciudad de Mesa fue dedicado para sus actividades eclesiásticas en varias sesiones por cinco días culminando con la oración dedicatoria el 23 de octubre de 1927, por Heber J. Grant. Con anterioridad a ello, la iglesia permitió un recorrido público de las instalaciones y del interior del templo al que asistieron más de 200.000 visitantes. En 1945, el templo de Mesa sería el primero en ofrecer la investidura y otras ceremonias en español, la primera vez que las ordenanzas del templo se ofrecían en un idioma que no fuera el inglés. La primera de las sesiones en español tuvo lugar en noviembre de ese año a las que asisiterion unos 200 fieles hispanohablantes.
En febrero de 1974 el templo de Mesa cerró durante un período de extensa remodelación, añadiendo una puerta de entrada nueva: el templo fue equipado para la presentación de la investidura en forma de vídeo y se construyeron unos 160 metros cuadrados de construcción adicional para ampliar los vestuarios y añadir cuartos de sellamientos matrimoniales. La rededicación acostumbrada después de una remodelación fue llevada a cabo un año después, el 16 de abril de 1975, por Spencer W. Kimball. Previo a la dedicación, la iglesia permitió un recorrido público de las instalaciones, las cuales solo permanecen abiertas para usuarios con identificación SUD.

## Características
Los templos de la Iglesia de Jesucristo de los Santos de los Últimos Días son construidos con el fin de proveer ordenanzas y ceremonias consideradas sagradas para sus miembros y necesarias para la salvación individual y la exaltación familiar. El templo de Mesa tiene un total de 10.583 metros cuadrados de construcción, cuenta con cuatro salones para dichas ordenanzas SUD y nueve salones de sellamientos matrimoniales. El concreto del templo se reforzó con 117 toneladas de acero y el terminado exterior brilla por la adición de azulejos de terracota color beige.
Justo al norte del templo se encuentra un centro de visitantes donde se despliegan murales, películas y otras actividades informativas sobre la teología de la Iglesia de Jesucristo de los Santos de los Últimos Días, así como una réplica de la estatua Cristus del escultor danés Bertel Thorvaldsen. El centro de visitantes es dirigido y mantenido por misioneros de tiempo completo de la iglesia y, a diferencia del templo, se le permite la entrada libre al centro de visitantes, así como a los jardines del templo, al público, tanto miembros como quienes no son miembros de la iglesia.
Cada año durante la época de Navidad, se monta un despliegue de cientos de miles de luces navideñas, un pesebre y una pastorela. Para la época de la Semana Santa, los misioneros del templo y jóvenes de las congregaciones circunvecinas organizan un espectáculo teatral llamado Jesús el Cristo y celebra el nacimiento, enseñanzas, la expiación y resurrección de Cristo.
El templo de Mesa es utilizado por miembros repartidos en 74 estacas afiliadas a la iglesia en el sur y el oeste de Arizona. Al templo, por su cercanía a las comunidades que rodean la ciudad de Mesa, asisten también miembros provenientes de Gilbert, Glendale, Phoenix, Tempe, Scottsdale, Nogales y Tucson.

## Renovación

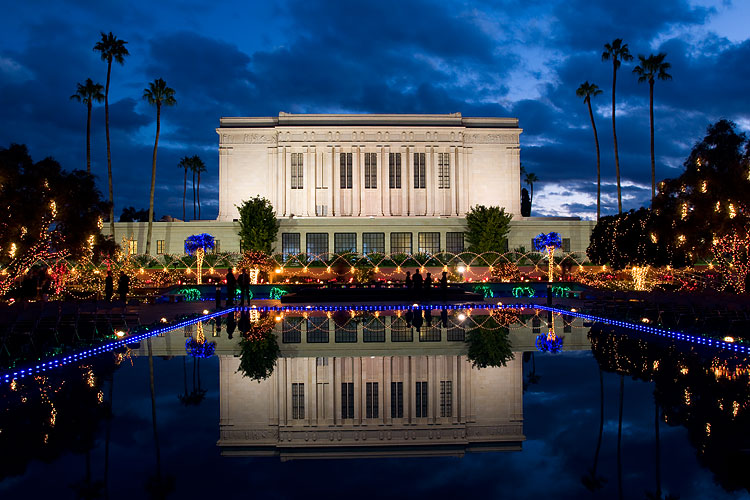
Templo de Mesa con sus tradicionales iluminaciones navideñas.

### Remodelación de 1974
En 1974 se anunció que el Templo de Mesa sería el primero de los templos más antiguos y que todavía usaban una sesión de investidura en vivo, que cerraría para ser remodelado y dar cabida equipo audiovisual. La amplia remodelación equipó el salón de la Creación, del Jardín de Eden y del Mundo se equipó para presentación estilo películas de la sesión de investiduras. Debido a que la única forma de llegar al salón Celestial era a través del salón Terrestre este último se convirtió en un salón para el velo del templo. La remodelación de los salones circundantes al salón Celestial permitió que las sesiones comenzaran cada 45 minutos. Los murales de arpillera en descomposición se retiraron de las habitaciones y las piezas recuperables se enviaron a la sede de la Iglesia para su conservación y almacenamiento. Se agregaron una nueva entrada y 17 000 pies cuadrados (1579,4 m²) de espacio adicionales, proporcionando vestidores más grandes y aumentando el número de salas para sellamientos matrimoniales.

### Remodelación de 1980
En 1980, se agregó una cuarta sala de ordenanzas al convertir un espacio previamente utilizado como vestidor por las usuarias del templo. Esto permitió que las sesiones de investidura comenzaran cada media hora. 

### Remodelación de 1991
En 1991, las secciones conservadas de los murales originales se enviaron de regreso al Templo de Mesa Arizona para su reinstalación y restauración. Solo se pudo restaurar una pared en cada habitación. La nueva sala de ordenanzas agregada en 1980, que antes no tenía un mural, fue decorada con secciones del mural original del salón representativo de El Mundo.
El templo cerró nuevamente en mayo de 2018 para realizar renovaciones importantes que incluyen nuevos sistemas de techado y drenaje, mejoras mecánicas, reemplazo de muebles y ventanas, más espacios de jardín y la construcción de un nuevo centro de visitantes.